# Vicente Gasser
Vicente Gasser foi um bispo da Igreja católica, titular da diocese de Bressanone, teve marcante atuação como relator da comissão teológica do dogma da infalibilidade do Papa no Concílio Vaticano I em 1870. Foi chamado por Pio IX de "coluna do Concílio".
Ordenou o Pe. José Freinademetz, depois missionário do Verbo Divino em cuja diocese iniciou a sua atividade pastoral (mais tarde foi considerado santo e canonizado pela Igreja Católica).

## Vide
- Concílio Vaticano I
- Kulturkampf